# 離人症
離人症（りじんしょう、英: Depersonalization）とは、自分が自分の心や体から離れていったり、また自分が自身の観察者になったりするような状態を感じること。罹患者は自分が変化し、世界があいまいになり、現実感を喪失し、その重きや実感を失ったと感じる。慢性的な離人症は離人感・現実感消失障害 (DPD)とされ、これはDSM-5では解離性障害に分類される（DSM-IVの離人症性障害）。治療法については、「解離性障害#治療」を参照。
ある程度の離人症や現実感喪失は、一時的な不安やストレスなどによって誰にでも起こり得るものである。慢性的な離人症は、重度の精神的外傷、長期持続したストレス・不安などに関係している。離人症・現実感喪失は解離性障害スペクトラムにおいて最も重要な症状であり、これには解離性同一性障害や特定不能の解離性障害などが含まれるグループである。さらにそれ以外でも、不安障害、うつ病、双極性障害、統合失調症、スキゾイドパーソナリティ障害、統合失調型パーソナリティ障害、境界性パーソナリティ障害、強迫性障害、偏頭痛、睡眠不足などでも顕著な症状である。またこれは、ある種の神経学的痙攣の症状でもあり、これは脳のセロトニンレベルが低いことを示す可能性がある

## 疫学
離人症は、不安感、抑うつ感に次いで、最も一般的な精神症状である。離人症は不安障害（パニック障害など）の症状である。
また睡眠障害（時差ぼけなどの場合に多い）、片頭痛、てんかん（とりわけ側頭葉てんかん）、強迫性障害、ストレス、不安などで起こり、 またいくつかの潜在抑制機能障害（Low Latent Inhibition）、Interoceptive exposure（非薬理的に発生させる方法）で発生しうる。